# Celebrity Pornhab with Dr. Screw
Celebrity Pornhab with Dr. Screw ist eine Pornofilm-Parodie aus dem Jahr 2009, welche die populäre VH1-Reality-TV-Serie Celebrity Rehab with Dr. Drew persifliert. Der Pornostar Mary Carey, der selbst an der Reality-TV-Serie teilgenommen hat, macht sich mit dem Film über sich selbst und die Reality-TV-Show lustig.

## Handlung
Mehrere Celebrities begeben sich in eine Drogentherapie Rehabilitationsklinik, was für Reality-TV gefilmt wird. Die Patienten stehen unter der Obhut von Dr. Screw Pussy und einer Krankenschwester (Marey Carey).

## Kritik
Der in der Original TV Show zu sehende Arzt Dr. Drew Pinsky hat sich per Twitter wie folgt zu der Porno-Parodie geäußert: "For those of you wondering about my feelings about [Mary Carey's] choice to mock: Res ipsa loquitur. Makes me very sad."